# Mary F. Calvert
Mary F. Calvert es una fotoperiodista estadounidense independiente conocida especialmente por su trabajo sobre violencia sexual. En 2013 fue premiada por su trabajo sobre hombres agredidos sexualmente en el ejército de EE. UU. con el Premio Canon Woman Photojournalist. Otra de las series de fotografías destacadas es "Congo - War on Women: Rape as a Tool of War" en la que se dedica a retratar a varias mujeres víctimas de violaciones, a menudo grupales.

## Biografía
Mary F. Calvert ingresó en el Northern Virginia Community College en 1978 para estudiar fotografía arquitectónica y descubrió su vocación como fotoperiodista en 1981 con el intento de asesinato de Ronald Reagan . Llega hasta las afueras del hospital de Georgetown, donde se trasladó al presidente de Estados Unidos y descubrIó el trabajo de los fotógrafos de prensa.
Se graduó en la Universidad Estatal de San Francisco con una licenciatura en fotoperiodismo en 1989, con una pasantía en Carolina del Norte en Fayetteville Observer, cuya fotografía fue dirigida por Ken Cooke, expresidente de la Asociación Nacional de Fotógrafos de prensa estadounidense (NPPA), posteriormente en California en Hayward's Daily Review.

### Carrera
Mary F. Calvert empezó su carrera periodística en 1989 cubriendo el área de la Bahía de San Francisco para el Oakland Tribune y el Hayward Daily Review . 
En junio de 1998 se unió al equipo de fotografía del Washington Times . Fue dos veces finalista del Premio Pulitzer . Primero en 2007 por su informe El rastro de lágrimas de Etiopía, una historia sobre mujeres en África afectadas por una fístula obstétrica, y posteriormente en 2010 por la Guerra contra las mujeres del Congo, sobre la violación de mujeres como arma de guerra . 
En 2008, recibió el Premio Robert F. Kennedy de Periodismo por su proyecto Lost Daughters.   : Hijas Perdidas   : Selección de sexo en India, que documenta los abortos no deseados en India . 
Se convirtió en periodista independiente en diciembre de 2009, representada por Zuma Press y se embarca en un proyecto sobre violencia sexual en el ejército estadounidense. En 2013, ganó el Premio Canon de fotoperiodista y su informe se exhibió al año siguiente en el festival Visa pour l'image en Perpiñán : The War Within   : Violencia sexual en el ejército de los Estados Unidos

## Distinciones
- 2007 : Fotógrafa del año (Small Markets) por la National Association of American Press Photographers (NPPA)[4]
- 2007   : Finalista del Premio Pulitzer por el rastro de lágrimas de Etiopía
- 2008 : Premio Robert F. Kennedy por Hijas Perdidas : Selección de sexo en la India
- 2010 : finalista del Premio Pulitzer por la Guerra del Congo contra las Mujeres
- 2013 : Premio Canon para mujeres fotoperiodistas por La batalla interna: agresión sexual en el ejército de Estados Unidos [5]
- 2014 : subvención de la Fundación Alexia por la iniciativa de mujeres para Missing in Action   : Veteranas sin hogar
- 2015 : Premio Cliff Edom New America
- 2015   : Beca del Fondo Conmemorativo W. Eugene Smith
- 2016 : primer premio World Press Photo, categoría de reportaje de proyectos a largo plazo para La batalla interna: agresión sexual en el ejército de los Estados Unidos,[6][7]
- 2016   : Beca Getty Images para Fotografía Editorial 2015 en Fotografía
- 2016   : Premio de la Asociación Nacional de Fotógrafos de Prensa
- 2019 : segundo premio World Press Photo, categoría de problemas contemporáneos para la violación masculina [8]

## Principales exposiciones
- Una lucha pasó en silencio: agresión sexual dentro del ejército estadounidense, festival Visa para la imagen 2014 en Perpiñán[9]
- Desaparecidas en acción: Veteranas sin hogar, Look3 Festival 2016 en Charlottesville, Virginia[10]
- La batalla interna: agresión sexual en el ejército de Estados Unidos, festival della fotografia etica 2019 en Lodi, Italia[11]